# プライム ライフ テクノロジーズ
プライム ライフ テクノロジーズ株式会社（英: Prime Life Technologies Corporation）は、東京都港区に本社を置く日本の建設業者。パナソニック（現：パナソニックホールディングス）とトヨタ自動車の合弁会社として、2020年1月に設立された。

## 概要
2019年（令和元年）5月9日、パナソニックとトヨタ自動車は新会社の設立を通して、①トヨタ自動車の進めるモビリティサービスへの取り組みと、パナソニックの進める「くらし」のアップデートへの取り組みを融合させつつ、②街全体での新たな価値の創出を目指すこと、③両社の住宅事業の関連会社の株式を新会社に譲渡することで合意した。
また、家電や住宅設備などの急激なIoT化や、モビリティにおけるCASE、車・公共交通などの移動手段をITでつなぎ、サービスとして提供する「MaaS」などの進展により、今後急速な変化が進むと考えられる街づくり事業の成長・発展を模索しつつ、人々のより良い暮らしの実現を目指す。さらに、住宅事業については、両社住宅事業の統合による事業基盤の強化を進めていく。
2020年（令和2年）1月7日、パナソニックとトヨタ自動車の住宅関連事業を統合、プライム ライフ テクノロジー株式会社設立。
パナソニック（Panasonic）とトヨタ（Toyota）を暮らし（Life）でつなぎ、より良い暮らし（Prime Life）をテクノロジー（Technologies）で叶える事が社名に込められている。

## 沿革
2020年（令和2年）
- 1月7日 - パナソニックとトヨタ自動車の折半出資により、プライム ライフ テクノロジーズ株式会社設立。
- 1月10日 - 連結子会社のミサワホームが、飛島建設および住友林業との間で新工法の共同開発を実施[6][7]。
- 2月27日 - 連結子会社のパナソニック ホームズ北関東[注釈 3]が、栃木グランドホテルおよびAIS総合設計と共同で、栃木駅北口のロータリーに隣接する「シビックコア重点整備地区」内における総開発面積約4,320㎡の官民一体の複合開発「栃木駅前プロジェクト」を着工[8]。
- 3月13日 - 連結子会社のミサワホームが千葉県浦安市において建設を進めていた、医療介護複合施設「ASMACI浦安富岡」と、シニア向け分譲マンション「LUMISIA浦安舞浜」が竣工[9]。
- 4月1日 - 連結子会社のトヨタホーム山梨と富士湘南トヨタホーム（存続会社）が統合し、トヨタホームふじ発足[10]。
- 6月4日 - 子会社のトヨタホームが、愛知県みよし市において大規模戸建分譲地「TENKUU no MORIZONO MIYOSHI MIRAITO」を開発し[注釈 4]、13日より販売を開始することを発表[11]。なお、販売に際してトヨタグループのほか、サーラ住宅、パナソニック ホームズおよびミサワホームも参画する。
- 10月1日 - 連結子会社のパナソニック ホームズを代表企業として、合人社計画研究所、松村組で構成されたコンソーシアムが建設業を担うPFI事業で整備され、大阪大学が大阪府吹田市で展開・竣工していた「大阪大学グローバルビレッジ津雲台」の供用開始[12]。

2021年（令和3年）
- 5月27日 - 大型分譲の新規開発に係るプラットフォームの構築を目的に、ビットキーとの業務提携を締結[13]。

2022年（令和4年）
- 2月1日 - KDDIおよびヤマト運輸との間で、国内初となるデジタルキーを活用した「置き配」サービスの実証実験を開始[14]。
- 4月8日 - 配筋検査システム協議会に参画するゼネコン21社[注釈 5]との間で、AIカメラを活用した配筋検査サービスの共同開発を実施[15]。
- 4月29日 - 大阪府吹田市にて、異業種共創のスマートタウン「Suitaサスティナブル・スマートタウン」[注釈 6]が街びらき[16][17]。

2024年（令和6年）
- 4月 - グループ初となる少額短期保険業の連結子会社として、PLT少額短期保険[注釈 7]が開業[18]。

## グループ会社
- パナソニックホームズ株式会社
- トヨタホーム株式会社
- ミサワホーム株式会社
- パナソニック建設エンジニアリング株式会社
- 株式会社松村組